# Wohn- und Wirtschaftsgebäude Oher Kirchweg 2
Das Wohn- und Wirtschaftsgebäude Oher Kirchweg 2 im nördlichen Ortsteil Dötlingen-Ohe stammt aus dem späteren 19. Jahrhundert.
Aktuell (2023) wird es wohl landwirtschaftlich genutzt.
Das Gebäude steht unter Denkmalschutz (siehe auch Liste der Baudenkmale in Dötlingen).

## Beschreibung
Das eingeschossige traufständige Gebäude als Zweiständer-Hallenhaus in Fachwerk mit sichtbaren Steinausfachungen, mit Krüppelwalmdach und Niedersachsengiebel stammt von 1885 (Inschrift über der Grooten Door). Es wurde saniert und umgebaut.
Das Landesdenkmalamt befand: „… geschichtliche Bedeutung … für die Baugeschichte und für die Volkskunde …“